# مایکل ریلی بورک
مایکل ریلی بورک (انگلیسی: Michael Reilly Burke؛ زادهٔ ۲۷ ژوئن ۱۹۶۴) هنرپیشه اهل ایالات متحده آمریکا است.
از فیلم‌ها یا برنامه‌های تلویزیونی که وی در آن نقش داشته‌است می‌توان به کولکتور، مرگ رئیس‌جمهور، همه آمریکایی‌های من، مهمانی هیولاها و تد باندی اشاره کرد.